# Murayama
Murayama (村山市; -shi, que significa, literalmente, aldeia montanha) é uma cidade japonesa localizada na província de Yamagata.
Em 2003, a cidade tinha uma população estimada em 28 879 habitantes e uma densidade populacional de 146,72 h/km². Tem uma área total de 196,83 km².
Recebeu o estatuto de cidade a 1 de Novembro de 1954.

## Cidade-irmã
- Yakutsk, Rússia.[2]